# 대동아선교회
대동아선교회는 1940대초 일제가 만든 어용 선교단체로 대동아공영권을 내세워 중국의 교회를 포섭하기 위해 만들어졌다.

## 운영
대동아선교회의 회장은 히비키로 수십인의 일본인 목사들을 중국에 파견하여 미국 선교사의 추방으로 인해 생긴 공백을 차지하려고 했다. 한국 선교사들이 세운 교회는 200~300명의 출석교인들이 있었는데, 일본인 목사들은 내선일체의 구실로 한국 선교사들에게 선교회 가입을 강요하였다. 한국 선교사들은 자신들은 더 이상 조선예수교장로회 소속이 아니고, 중화기독교회에 속해있다고 이유를 대어 가입을 거절하였다.
야마무라 목사는 한국 선교사들을 반일 활동을 했다며 방지일 목사와 선교사들을 고발하였는데, 혐의가 없어 사건이 종결되었다.